# 默雷爾-菲勒

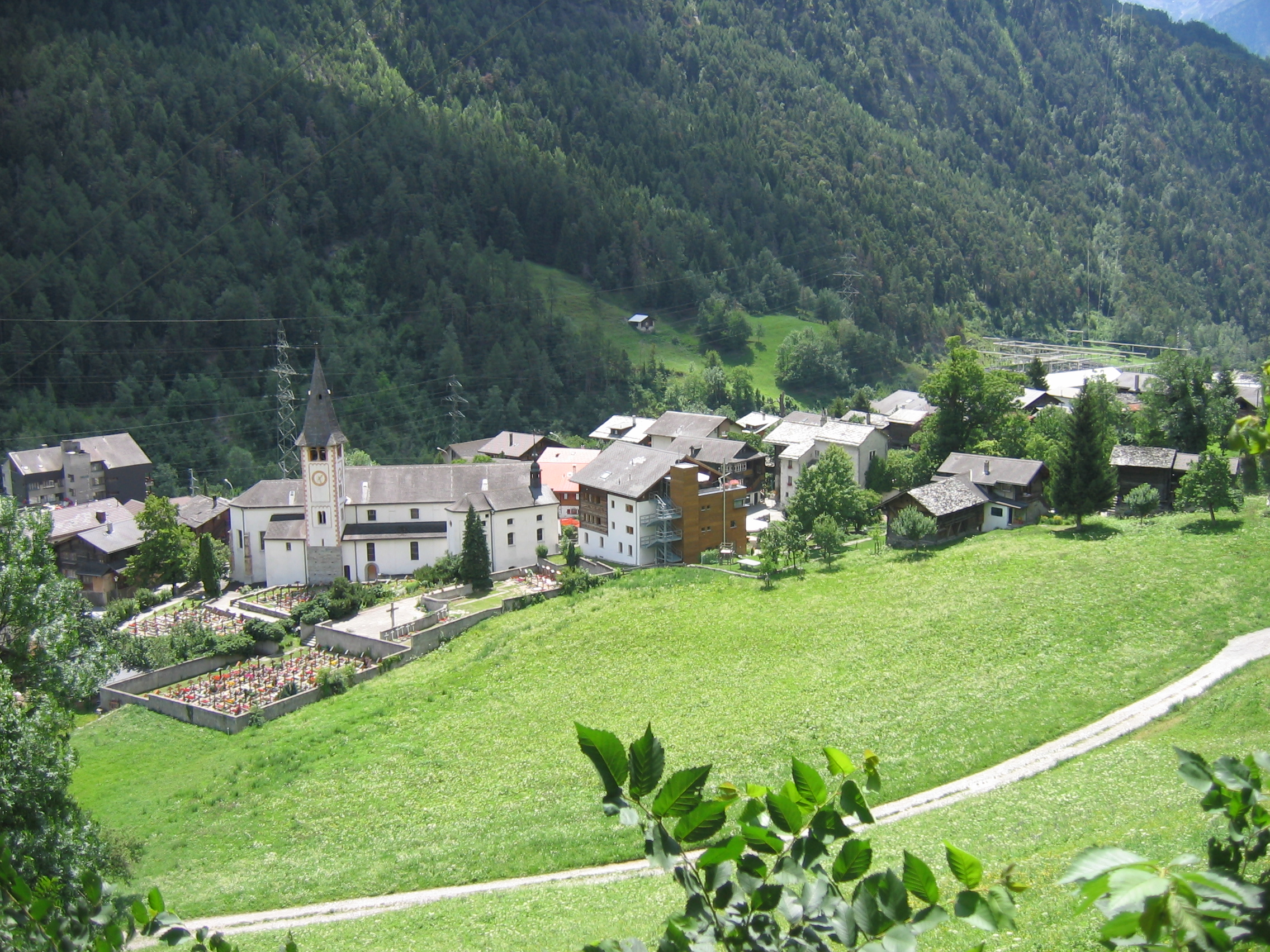

默雷爾-菲勒是瑞士的城鎮，位於該國南部，由瓦萊州負責管轄，面積8.44平方公里，其中一半土地是森林，海拔高度746米，2011年人口679，人口密度每平方公里80人。

## 外部連結
- Official website（页面存档备份，存于）